# Escut de la Bisbal d'Empordà
L'escut oficial de la Bisbal d'Empordà té el següent blasonament:
Escut caironat: de gules, una creu tripomejada d'argent. Per timbre una corona mural de ciutat.

## Història
Va ser aprovat el 2 de setembre de 1992 i publicat al DOGC el 18 del mateix mes al número 1.646.
La creu tripomejada és el senyal tradicional de la ciutat, possiblement una referència als bisbes de Girona, senyors de la Bisbal.